# Чемпионат Италии по футболу 1899
Чемпионат Италии по футболу 1899 года является вторым сезоном футбольного первенства в Италии. В чемпионате приняло участие шесть команд. По сравнению с прошлогодним соревнованием добавились два новых клуба — «Про-Лигурия» и «Сампьердаренезе», которые, однако, снялись с соревнования. Чемпионом второй год подряд стал футбольный клуб «Дженоа».

## Клубы-участники

### Действующий чемпион
- Дженоа

### Остальные

#### Лигурия
- Про-Лигурия[2]
- Сампьердаренезе[2]

#### Пьемонт
- Джиннастика
- Интернационале
- Торинезе

## Ход турнира

### Первый тур
| 2 апреля 1899 | \| Джиннастика \| 2:0 \| Торинезе \| \| Рэд \| Голы \| \| | Пиазза д'Арми, Турин Зрителей: ? Судья: ? |
| Джиннастика   | 2:0                                                       | Торинезе                                  |
| Рэд           | Голы                                                      |                                           |

### Второй тур
| 9 апреля 1899  | \| Интернационале \| 2:0 \| Джиннастика \| \| Босио · Вебер \| Голы \| \| | Пиазза д'Арми, Турин Зрителей: ? Судья: ? |
| Интернационале | 2:0                                                                       | Джиннастика                               |
| Босио · Вебер  | Голы                                                                      |                                           |

### Финал
| 16 апреля 1899           | \| Дженоа \| 3:1 \| Интернационале \| \| Спенсли · Даппле · Ливер \| Голы \| Вебер \| | Понте Каррега, Генуя Зрителей: ? Судья: ? |
| Дженоа                   | 3:1                                                                                   | Интернационале                            |
| Спенсли · Даппле · Ливер | Голы                                                                                  | Вебер                                     |

| Чемпион Италии по футболу 1899 года |
| ----------------------------------- |
| Дженоа 2й титул                     |
|                                     |